# Jiriàtino
Jiriàtino (en rus: Жирятино) és un poble de l'óblast de Briansk, a Rússia, segons el cens del 2013 tenia 2.501 habitants. És el centre administratiu del districte (raion) homònim.